# マイ・ライヴ・ストーリーズ
『マイ・ライヴ・ストーリーズ』（英語: My LIVE Stories）は、香港出身の歌手スーザン・ウォンの日本における6枚目の英語のスタジオ・アルバム。
このアルバムは2013年2月9日にキングレコードより公式にリリースされた。

## 収録曲
| #   | タイトル                                                       | 作詞 | 作曲 |
| --- | -------------------------------------------------------------- | ---- | ---- |
| 1.  | 「ユーブ・ガット・ア・フレンド」                               |      |      |
| 2.  | 「ビリー・ジーン」                                             |      |      |
| 3.  | 「サムシング」                                                 |      |      |
| 4.  | 「ゼイ・ロング・トゥ・ビー(クロース・トゥ・ユー)」             |      |      |
| 5.  | 「セプテンバー」                                               |      |      |
| 6.  | 「ユー・メイク・ミー・フィール・ライク・ナチュラル・ウーマン」 |      |      |
| 7.  | 「ホワット・ア・ディファレンス・ア・デイ・メイド」             |      |      |
| 8.  | 「パーフェクト」                                               |      |      |
| 9.  | 「クライ・ミー・ア・リバー」                                   |      |      |
| 10. | 「アイ・ウィル・サーバイブ」                                   |      |      |
| 11. | 「ラブ・ウィル・キープ・アス・アライブ」                       |      |      |
| 12. | 「カリフォルニア・ドリーミング」                               |      |      |
| 13. | 「ホエン・ユー・セイ・ナッシング・アット・オール」             |      |      |
| 14. | 「サムタイムズ・ホエン・ウィ・タッチ」                         |      |      |
| 15. | 「ハブ・ユー・エバー・シーン・ザ・レイン」                     |      |      |
| 16. | 「ドゥ・ザット・トゥ・ミー・ワン・モア・タイム」               |      |      |
| 17. | 「デスペラード」                                               |      |      |